# 豆乳

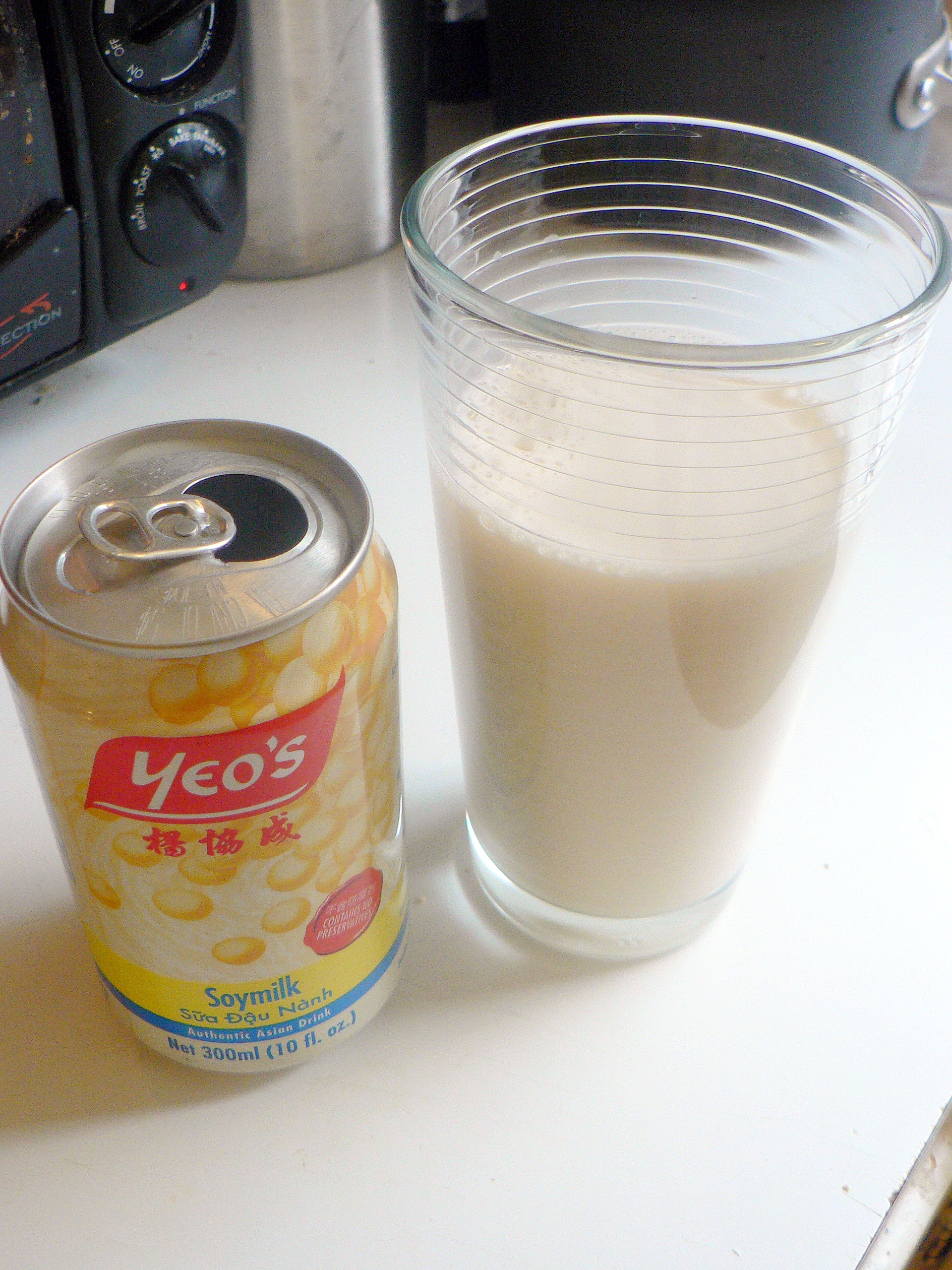
シンガポール楊協成の缶入り豆乳

豆乳（とうにゅう）は、大豆を水に浸してすりつぶし、水を加えて煮つめた汁を漉した飲料である。煮詰めた汁を濾して残ったのがおからである。
味は無調整であれば豆腐とほぼ同じで、大豆特有の青臭さがある。この匂いで飲みづらいと感じる人もいるため、日本では植物油などを加えた調製豆乳や、砂糖などで甘みを加えたり、果汁や抹茶、ココアのような副原料で味付けしたりした豆乳飲料も販売されている。

## 各国における豆乳

### 中華圏
中華文化圏では、伝統的な豆乳を「豆漿」（トウチアン dòujiāng）と呼び、牛乳代替品は「豆奶」と呼ぶ。

### 東南アジア
豆乳は、東南アジアでも広く飲まれている。ベトナムでも朝食用に「スアダウナイン sữa đậu nành」という甘い豆乳が販売されており、バニラ、ココア風味のものもある。タイでも朝食用に「ナームトーフーน้ำเต้าหู้」という甘い豆乳があるほか、タピオカやゼリー入りのものも販売されている。カンボジアでも練乳入り豆乳「タッグ・ソンダエク(Tek Sondaek)」が販売されている。シンガポールでは缶入りの調製豆乳も販売されている。

## 日本における豆乳
日本農林規格（JAS）による定義（抜粋）は、
| 原材料等               | 豆乳（無調整豆乳）                   | 調製豆乳 | 豆乳飲料 |
| ---------------------- | ------------------------------------ | --- | --- |
| 大豆固形分             | 8%以上                               | 6%以上 | 4%以上 |
| 大豆たん白質含有率     | 3.5%以上                             | 2.8%以上 | 1.7%以上 果実の搾汁の製品に占める重量の割合が5%以上のものにあつては0.9%以上 |
| 食品添加物以外の原材料 | 大豆以外のものを使用していないこと。 | 以下に列挙している物以外の物を使用していないこと。 1. 大豆及び脱脂加工大豆（全たん白質含有量に占める水溶性たん白質の重量の割合が80%以上のものに限る。） 2. 食用植物油脂 3. 調味料 砂糖、ぶどう糖果糖液糖、果糖ぶどう糖液糖、高果糖液糖、砂糖混合ぶどう糖果糖液糖、砂糖混合果糖ぶどう糖液糖、砂糖混合高果糖液糖、ぶどう糖、水あめ、乳糖、麦芽糖、蜂蜜及び食塩 | 次に掲げるもの以外のものを使用していないこと。 1. 大豆、脱脂加工大豆（全たん白質含有量に占める水溶性たん白質の重量の割合が80%以上のものに限る。）及び粉末大豆たん白 2. 食用植物油脂 3. 調味料 砂糖、ぶどう糖果糖液糖、果糖ぶどう糖液糖、高果糖液糖、砂糖混合ぶどう糖果糖液糖、砂糖混合果糖ぶどう糖液糖、砂糖混合高果糖液糖、ぶどう糖、水あめ、乳糖、麦芽糖、蜂蜜及び食塩 4. 風味原料 果実の搾汁、野菜の搾汁、コーヒー、ココア、牛乳、粉乳、穀類粉末、抹茶並びにこんぶの粉末及び抽出濃縮物 5. 香辛料 |
| 食品添加物             | 使用していないこと                   | 次に掲げるもの以外のものを使用していないこと。 1. 消泡剤 シリコーン樹脂 2. pH調整剤 炭酸水素ナトリウム及び炭酸ナトリウムのうち1種 3. 品質改良剤 乳酸カルシウム 4. 乳化剤 5. : グリセリン脂肪酸エステル、植物レシチン及びソルビタン脂肪酸エステルのうち2種以下 6. 糊料 カラギナン及びペクチンのうち1種 7. 香料                                                | 次に掲げるもの以外のものを使用していないこと。 1. 消泡剤 シリコーン樹脂 2. pH調整剤 炭酸水素ナトリウム及び炭酸ナトリウム 3. 品質改良剤 乳酸カルシウム 4. 乳化剤 グリセリン脂肪酸エステル、植物レシチン、ショ糖脂肪酸エステル及びソルビタン脂肪酸エステルのうち2種以下 5. 酸味料 クエン酸 6. 糊料 カラギナン及びペクチン 7. 甘味料 ステビア抽出物 8. 着色料 カラメルI、カラメルIII、クチナシ赤色素、クチナシ黄色素、ベリー色素及びβ―カロテンのうち2種以下 9. 香料                                    |

※ 農林水産省『豆乳類の日本農林規格』による。
日本では、スーパーマーケットやコンビニエンスストアなどの店頭にも並ぶようになり、無調整の豆乳や豆乳飲料を手に入れることが容易になった。紙パックやプラスチックボトルに入った商品が多く販売されている。豆汁を濾した豆乳を「無調整豆乳」と表記しているものもあり、近年は大豆の青臭さを抑えられる製法が開発されている。一方、飲みやすい味や香りに調整したものは「調製豆乳（ちょうせいとうにゅう）」と呼ばれており、砂糖（甘味料）・食塩・ビタミン類の他香料・植物油などを加えて飲みやすい味に加工したものが販売されている。また、不二製油は世界初の大豆の分離分画技術（USS製法・2012年特許取得）を確立させ、「低脂肪豆乳」と「豆乳クリーム」という新素材を生み出した。
豆乳向けに、えぐ味が少ない大豆品種も開発されている（日本の農研機構による「すみさやか」）。

### 製造販売メーカー
現在は以下の6社が日本市場を多く占めている。
- キッコーマンソイフーズ（旧：紀文フードケミファ）
- マルサンアイ
- ふくれん[6]
- 九州乳業 - みどり豆乳
- 大屋食品工業[7] - 佐世保豆乳
- 不二製油 - ソヤファーム

その他、豆腐製造メーカーや個人経営店なども豆乳を製造・販売している。
かつては、三菱化成食品→三菱化学フーズ（ブランド名：マプロン）、明治乳業（ブランド名：サングロー豆乳）、日清サラダ油からも販売していた。

## 関連する食品
豆乳ににがりなどの凝固剤を加えて固めると豆腐となる。無調整豆乳の中には、凝固させると豆腐ができると表示しているものもある。大豆から豆乳を絞った残り滓はおからと言い、食物繊維が多く含まれている。
豆乳をじっくり加熱した時に、表面にできる薄皮を引き上げたものをゆば（湯葉・湯波）といい、吸い物の具として使われたり、刺身と同様にそのまま醤油などをつけて食されたりする。精進料理にも欠かせない伝統食材である。

### 豆乳を使った料理など
豆乳鍋や豆乳グラタン、豆乳シチュー、コーヒー、カフェ・オ・レ、カフェ・ラッテにおける牛乳の代わりに豆乳を用いたメニューも増えている（「ソイラテ」など）。ダイエット食品としては、豆乳クッキーなども販売されている。特に牛乳を豆乳で代用したデザートでは、プリン・ドーナツ・チーズ、アイスクリームなど沢山のバリエーションがある。

## 健康
高タンパク低カロリーな食べ物として認知され、大豆蛋白はコレステロール低下作用があるとされるため、健康飲料として利用されている。
豆乳は大豆イソフラボンが含まれ、ポリフェノール化合物の一種で、「植物由来エストロゲン」と呼ばれることもあり、体内で女性ホルモンのエストロゲンと同様の働きをし、これが骨粗鬆症予防効果、抗動脈硬化作用、更年期障害の緩和など健康にいいとされている。また、乳がんや前立腺がん等の予防にも効果があることが、疫学的な調査で明らかになってきており、特にイソフラボン配糖体のゲニステインという物質に、腫瘍の血管新生を抑える効果があり、それにより腫瘍の増殖を抑制するとする研究があり。さらに、大豆固形成分含量が高い豆乳には、血糖値改善効果が期待できるとの報告もあるピニトールという成分が多く含まれている。
乳糖不耐症や牛乳アレルギーで牛乳を摂取できない乳児に豆乳を与えることもあるが、アフリカ系アメリカ人1,553名を対象にした調査では、豆乳を乳児期に摂取した女性は、摂取していない女性と比べ初経後5年以内に月経痛で薬剤を飲んだ比率が20%高く、18～22歳で中等度または重度の月経痛を経験する比率が50%上昇した。
豆乳中のトリプシン・インヒビターのトリプシン親和性は、豆腐、味噌、きな粉などの大豆製品に比べて高いことが指摘されている。トリプシン・インヒビターを多く含むものを摂食すると消化不良を起こし下痢することがある。

### 適正摂取量および摂取上限について
日本豆乳協会・日本豆乳公正取引協議会は、適正摂取量について「一般的な推奨は一日当り200mlから600ml程度」としつつも、摂取上限については「特に制限はない」とし、他の飲料と同様に食事全体の健康バランスを考えることが重要であるとの見解を示している。
豆乳等の大豆食品に含まれる大豆イソフラボンの摂取上限について、2006年5月、食品安全委員会は「閉経前の女性における内分泌機能への影響」に鑑みて「特定保健用食品としての大豆イソフラボンの安全な一日上乗せ摂取量の上限値を 30 mg/日とする」とした。もっとも、この文書が対象とする食品は、「大豆イソフラボンを含む特定保健用食品及び特定保健用食品以外の錠剤、カプセル剤、粉末剤、液剤等の形状の食品を対象としたもの」「錠剤、カプセル剤、粉末剤、液剤等のうち大豆イソフラボンを濃縮、強化した大豆イソフラボンを摂取することを目的とした『いわゆる健康食品』」であり、豆腐や豆乳・おからクッキーを含めた「単に大豆素材を利用しただけのもの」は対象ではない。
あくまで大豆イソフラボンを濃縮・強化した食品が「大豆のイソフラボンとそれ以外の成分（たんぱく質、カルシウム等）とのバランスが、長い食経験を有する大豆食品とは異なって」 いるために指針が策定されたものであるからである。
しかし、この報告書は一般の消費者には普通の大豆食品の大量摂取にも危険性があると誤解され、キッコーマン飲料の大島秀隆に拠れば、（工場の生産能力の頭打ちと合わせて）この誤解が豆乳の第二次ブームの終了に繋がったとされている。
2017年時点でも、大豆イソフラボン単体の摂取目安量の上限が75mg/日であることを根拠に「（豆乳の）1日の摂取量目安は必然的に200ml程度」「実は豆乳はその効果の多さや高さから、過剰摂取すると体に悪影響を及ぼす飲料としても知られている」などと豆乳の過剰摂取の危険性を喚起するウェブサイトも存在するが、前述の通り誤解に基づくものであり、報告書は、通常の大豆食品の摂取については安全性が疑問視されたことはないこと、通常の大豆食品によって大豆イソフラボンの摂取量が75mg/日を超えたとしても直ちに健康被害に結びつくものではないことを、再三強調している。